# Yangliuqing
Yangliuqing är en köping i Kina.. Den ligger i stadsdistriktet Xiqing i storstadsområdet Tianjin i den östra delen av landet, 100 km sydost om huvudstaden Peking. Antalet invånare är 132 899 (2020).